# ولاية هاتوهوبي

علم منطقة هاتوهوبي

جزيرة توبي، أو هاتوهوبي (بالأنكليزية:Tobian أو Hatohobei)، تقع أقصى الجنوب بالنسبة لولايات بالاو، التي تتألف من جزيرة توبي غير المأهولة بالسكان مع ريف هيلين. إجمالي مساحة اليابسة حوالي 0.88 كم². كان عدد السكان الاجمالي 80 نسمة في عام 1962 و 51 في عام 1995، و 23 في عام 2000، مما يدل على انخفاض مطرد مع مرور الوقت، ولكن أصبح عدد السكان 44 في عام 2005، مما يدل على انتعاش وزيادة السكان في الجزيرة.
تعتبر اللغة الإنجليزية واللغة السونسورولية هي اللغات الرسمية لدولة هاتوهوبي.
تشكل جزيرة هاتوهوبي جنبا إلى جنب مع جزر دولة سونسورول مجموعة جزر جنوب غرب بالاو.